# Mervyn Rose
Mervyn Gordon Rose (Coffs Harbour, Australia, 23 de enero de 1930-Coffs Harbour, 23 de julio de 2017) fue un destacado tenista australiano durante los años 1950. Fue dos veces campeón del Grand Slam en individuales y doce veces finalista en dobles, resultando ganador en cinco oportunidades.

## Torneos de Grand Slam

### Campeón individuales (2)
| Año  | Torneo                 | Oponente en la final | Resultado       |
| 1954 | Campeonato Australiano | Rex Hartwig          | 6-2 0-6 6-4 6-2 |
| 1958 | Campeonato Francés     | Luis Ayala           | 6-3 6-4 6-4     |

### Finalista individuales (1)
| Año  | Torneo                 | Oponente en la final | Resultado   |
| 1953 | Campeonato Australiano | Ken Rosewall         | 0-6 3-6 4-6 |

### Campeón dobles (4)
| Año  | Torneo                            | Pareja      | Oponentes en la final         | Resultado             |
| 1952 | US National Doubles Championships | Vic Seixas  | Ken McGregor Frank Sedgman    | 3-6 10-8 10-8 6-8 8-6 |
| 1953 | US National Doubles Championships | Rex Hartwig | Gardnar Mulloy Bill Talbert   | 6-4 4-6 6-2 6-4       |
| 1954 | Campeonato Australiano            | Rex Hartwig | Neale Fraser Clive Wilderspin | 6-3 6-4 6-2           |
| 1954 | Wimbledon                         | Rex Hartwig | Vic Seixas Tony Trabert       | 6-4 6-4 3-6 6-4       |

### Finalista dobles (7)
| Año  | Torneo                            | Pareja           | Oponentes en la final          | Resultado         |
| 1951 | US National Doubles Championships | Don Candy        | Ken McGregor Frank Sedgman     | 8-10 4-6 6-4 5-7  |
| 1952 | Campeonato Australiano            | Don Candy        | Ken McGregor Frank Sedgman     | 4-6 5-7 3-6       |
| 1953 | Campeonato Australiano            | Don Candy        | Lew Hoad Ken Rosewall          | 11-9 4-6 8-10 4-6 |
| 1953 | Campeonato Francés                | Clive Wilderspin | Lew Hoad Ken Rosewall          | 2-6 1-6 1-6       |
| 1953 | Wimbledon                         | Rex Hartwig      | Lew Hoad Ken Rosewall          | 4-6 5-7 6-4 5-7   |
| 1956 | Campeonato Australiano            | Don Candy        | Lew Hoad Ken Rosewall          | 8-10 11-13 4-6    |
| 1957 | Campeonato Francés                | Don Candy        | Malcolm Anderson Ashley Cooper | 3-6 0-6 3-6       |